# Савельев, Павел Фёдорович
Павел Фёдорович Савельев (1932—2001) — советский работник нефтяной промышленности, нефтяник НГДУ «Сулеевнефть», Герой Социалистического Труда.

## Биография
Родился 4 июля 1932 года в селе Дымка Оренбургской области. Окончив неполную среднюю школу, в годы Великой Отечественной войны, трудился в родном колхозе, за что был награждён медалью «За доблестный труд в Великой Отечественной войне 1941—1945 гг.»
В 1947 году Савельев поступил в железнодорожное училище в Бугульме, получил специальность слесаря, но решил продолжить работу в нефтяной отрасли. Участвовал в бурении первой скважины в Ромашкино. В 1949—1962 годах был оператором по добыче нефти и газа треста «Бугульманефть», трудовую деятельность прерывал только для службы в Советской армии. В 1966 году без отрыва от производства Павел Фёдорович закончил вечерний нефтяной техникум, став дипломированным техником-механиком. И в этом же году за трудовой вклад в деле добычи нефти был удостоен звания Героя Социалистического Труда. Затем работал уже начальником одного из участков «Альметьевнефти». В 1968—1972 годах был старшим инженером и начальником отдела кадров аппарата управления, а с 1972 по 1989 годы — начальником цеха по добыче нефти и газа и начальником ремонтно-технической службы НГДУ «Сулеевнефть».
Кроме производственной занимался общественной деятельностью, был членом парткома, избирался депутатом Альметьевского городского Совета.
Умер П. Ф. Савельев в 2001 году.
Жена Савельева — Прасковья Ивановна, ветеран медсанчасти ОАО «Татнефть» и труженица тыла — в январе 2015 года отметила своё 80-летие. Вместе с мужем она воспитала троих сыновей.

## Награды
- Указом Президиума Верховного Совета СССР от 23 мая 1966 года Павлу Фёдоровичу Савельеву было присвоено звание Героя Социалистического Труда с вручением ордена Ленина и золотой медали «Серп и Молот» (за большой трудовой вклад в выполнении заданий семилетки (1958—1965 годы) по добыче нефти).
- Также был награждён медалями, среди которых «За доблестный труд. В ознаменование 100-летия со дня рождения В. И. Ленина» и «Ветеран труда», а также нагрудным знаком «Победитель соцсоревнования» и значком «Отличник нефтяной промышленности».